# Univers du discours
L’univers du discours ou domaine du discours, désigne, en logique, et plus spécialement dans le calcul des prédicats,  l'ensemble (ou la classe) des entités qui est parcouru par les quantificateurs. Du point de vue de la théorie des modèles (sémantique), il s'agit de l'ensemble de base d'une structure d'interprétation.
Le terme "univers du discours" se réfère généralement à tout ensemble de termes utilisés dans un discours spécifique, c.à.d une famille de termes linguistiques ou sémantiques spécifiques au domaine concerné.
Une base de données est un modèle de certains des aspects de la réalité d'une organisation. Il est conventionnel d'appeler cette réalité l'univers du discours" ou le "domaine du discours".